# Chysis
Sous-tribu
Genre
Classification phylogénétique
Chysis est un genre de la famille des Orchidaceae.

## Étymologie
Le nom du genre vient du grec  χυσις (khysis) qui signifie « déversement » ou « fusion », en référence aux épanchements liquides qui se produisent souvent dans les pollinies.

## Synonymes
- Thorvaldsenia Liebm. (1844)

## Répartition
Amérique centrale et Amérique du Sud, du Mexique au Pérou.

## Liste partielle d'espèces
- Chysis addita Dressler 2000
- Chysis aurea Lindl. 1837
- Chysis bractescens Lindl. 1840
- Chysis bruennowiana Rchb.f. & Warsz. 1857
- Chysis laevis Lindl. 1840
- Chysis limminghei Linden & Rchb.f. 1858
- Chysis orichalcea Dressler 2000
- Chysis pluricostata Dressler 2006
- Chysis tricostata Schltr. 1922
- Chysis violacea Dressler 2003

## Publications originales
- Schlechter R., 1926. Notizhl. Bot. Gart. Mus. Berlin-Dahlem, 9, 575.
- Lindley J., 1837. Edward's Bot. Reg. 23, t. 1937.